# Hannes Pingsmann
Hannes Pingsmann, teilweise auch gelistet als Hans Pingsmann (* 18. März 1894 in Essen-Rüttenscheid; † 27. September 1955 in Essen) war ein deutscher Maler und Grafiker.

## Werdegang
Nach dem Ersten Weltkrieg fand der studierte Volksschullehrer Pingsmann Interesse an Kunst. Trotz seiner kurzen Studien an der Kunstgewerbeschule in Essen (die später als Folkwangschule bekannt wurde) und der Kunstakademie Düsseldorf bestand er allerdings darauf, seine künstlerische Entwicklung als „krasser Autodidakt“ vollzogen zu haben. Mit großer Experimentierfreude machte er sich mit vielen Techniken vertraut, besondere Vorliebe entwickelte er ab 1919 allerdings für die Radierung, Kaltnadelradierung. Ab 1928 entstanden umfangreiche Zyklen von Illustrationen zu Werken der Literatur, u. a. Rainer Maria Rilkes Weise von Liebe und Tod des Cornets Christoph Rilke, Friedrich Hebbels Judith, Charles de Costers Ulenspiegel, Hans Jakob Christoffel von Grimmelshausens Simplicissimus, Johann Wolfgang von Goethes Faust und zur Edda. Er unternahm auch Studienreisen nach Flandern, Frankreich, Spanien und Italien.
Über den befreundeten Heimatdichter Hermann Hagedorn kam die Familie zunächst während der Ferienzeit nach Fretter, heute ein Ortsteil von Finnentrop, erwarb dort 1940 ein Haus, und als Essen bombardiert wurde, übersiedelten seine Frau und die vier Töchter dorthin. So gelang es Antonie Pingsmann, einen großen Teil des graphischen Werkes und eine beträchtliche Zahl der Radierplatten vor der Zerstörung zu retten. 1945 folgte Pingsmann nach seiner Entlassung aus der Wehrmacht seiner Familie nach Fretter und wohnte dort bis zu seinem Tod 1955. In der Umgebung fand er auch zahlreiche Motive für seine Arbeiten.